# Kwas embonowy
Kwas embonowy – organiczny związek chemiczny z grupy kwasów dikarboksylowych zawierający dwa układu naftalenowe. Otrzymywany jest z kwasu 2-hydroksy-3-naftoesowego i formaldehydu. Rozkłada się powyżej 280 °C. Praktycznie nie rozpuszcza się w wodzie, etanolu, eterze dietylowym, benzenie i kwasie octowym, natomiast rozpuszcza się w nitrobenzenie i pirydynie oraz nieco słabiej w chloroformie.
Tworzy sole zwane embonianami (pamonianami), w postaci których stosowane są niektóre leki (np. embonian pyrantelu, pamonian hydroksyzyny) i według amerykańskiej Agencji Żywności i Leków stanowią nieaktywny składnik tych środków. Wykazano jednak, że mają działanie agonistyczne w stosunku do sierocego receptora GPR35 aktywując kinazę ERK oraz β-arestynę 2 i wywołując działanie antynocyceptywne (przeciwbólowe).